# 마사안
마사안(Masaan, Fly Away Solo)은 프랑스에서 제작된 니라즈 가이완 감독의 2015년 드라마 영화이다. 리차 차다 등이 주연으로 출연하였고 구니트 몽가 등이 제작에 참여하였다.

## 출연

### 주연
- 리차 차다
- 산제이 미쉬라
- 비키 카우샬

### 조연
- 부페시 싱
- 시웨타 트리파티